# Monika Hildebrand
Monika Hildebrand (* 10. August 1941 in Dresden) ist eine deutsche Schauspielerin und Chansonsängerin.

## Leben
Monika Hildebrand kehrte nach ihrem Schauspielstudium an der Deutschen Hochschule für Filmkunst in Potsdam-Babelsberg 1965 wieder zurück in ihre Heimatstadt Dresden, wo sie am Kinder- und Jugendtheater Theater der Jungen Generation ein erstes Engagement erhielt. Erst nach fast zwanzig Jahren Zugehörigkeit zu dieser Spielstätte begann  sie 1984 freischaffend auch an den anderen Dresdener Bühnen zu arbeiten.
Zu ihrem bevorzugten Repertoire gehörten Chansonabende, für die sie Anfang der 1970er Jahre extra Unterricht an der Hochschule für Musik Carl Maria von Weber Dresden nahm, sowie literarisch-musikalische Programme, in denen sie häufig mit bekannten Kollegen auftrat. Ihre Auftritte führten sie nach Wien, Paris, Berlin, Hamburg, München, Düsseldorf und St. Petersburg. Auch in Kino- und Fernsehfilmen war sie eine gefragte Darstellerin.
Monika Hildebrand ist verheiratet, lebt in Dresden, hat einen Sohn, der als Musiker arbeitet und eine Tochter, die ebenfalls Schauspielerin ist.

## Filmografie
- 1961: Der Mann mit dem Objektiv
- 1962: Das verhexte Fischerdorf
- 1963: Die Glatzkopfbande
- 1963: Jetzt und in der Stunde meines Todes
- 1966: Jahrgang 45
- 1973: Das Licht der schwarzen Kerze (dreiteiliger Fernsehfilm)
- 1973: Stülpner-Legende (siebenteilige Fernsehserie)
- 1974: Polizeiruf 110: Fehlrechnung (Fernsehreihe)
- 1975: Eine Pyramide für mich
- 1977: Die unverbesserliche Barbara
- 1978: Jörg Ratgeb, Maler
- 1978: Ein Zimmer mit Ausblick (Fernsehserie, 1 Episode)
- 1979: Lachtauben weinen nicht
- 1980: Don Juan – Karl-Liebknecht-Str. 78
- 1985: Neues übern Gartenzaun (Fernsehserie, 1 Episode)
- 1986: Polizeiruf 110: Kein Tag ist wie der andere
- 1986: Startfieber
- 1991: Polizeiruf 110: Das Treibhaus
- 2001: In aller Freundschaft (Fernsehserie, 1 Episode)
- 2002: Polizeiruf 110: Der Spieler

## Theater
- 1965: Sasa Lichy: Die Latte – Regie: Constantin Sinca (Theater der Jungen Generation Dresden)
- 1967: Victorien Sardou: Cyprienne oder Scheiden tut nicht weh (Cyprienne) – Regie: Rudolf Schraps (Theater der Jungen Generation Dresden)
- 1969: Heinz Kahlau nach Brüder Grimm: Der gestiefelte Kater (Kater) – Regie: Ursula Geyer-Hopfe (Theater der Jungen Generation Dresden)
- 1969: Mar Baidshijew: Duell – Regie: Helfried Schöbel (Theater der Jungen Generation Dresden – Theater auf der Treppe)
- 1970: Klaus Wolf: König Karl oder das 5. Rad am Wagen – Regie: Wolfgang Heiderich (Landesbühnen Sachsen Radebeul)
- 1975: Joachim Knauth: Der Prinz von Portugal –  Regie: Wolfgang Rodler (Theater der Jungen Generation Dresden)
- 1977: Joachim Knauth: Wie der König zum Mond wollte – Regie: Peter Enke (Theater der Jungen Generation Dresden)
- 1988: Charles Ives: Patchwork an der Wäscheleine – Regie: Carsten Ludwig (musica viva Dresden im Theater im Palast Berlin)
- 2017: Michael Kuhn: Sherlock Holmes und die Schnecken von Eastwick (Countess of Marlborough) – Regie: Olaf Becker (Boulevardtheater Dresden)

## Auszeichnungen
- 1976: 3. Interpretenwettbewerb der Unterhaltungskunst der DDR: Silbermedaille (Chanson)